# Katsuki Furuse
Katsuki Furuse (古瀬 勝貴, Katsuki Furuse), né le 25 janvier 2002 à Ōnojō (Japon), est un arbitre international japonais de rugby à XV.

## Biographie

### Jeunesse et formation
Né le 25 janvier 2002, Katsuki Furuse est originaire de la préfecture de Fukuoka. Il pratique d'abord le rugby à XV en tant que joueur au poste de talonneur au collège, puis se tourne vers l'arbitrage au lycée Higashi Fukuoka. Il fait ses débuts en tant qu'arbitre lors d'un match amical sur proposition d'un entraîneur.
Il intègre ensuite l'université Waseda, où il poursuit sa formation d'arbitre au sein de l'équipe universitaire. Il obtient en 2021 la licence d'arbitrage de classe A délivrée par la Fédération japonaise de rugby à XV, lui permettant d'officier dans toutes les compétitions nationales et notamment en Championnat du Japon.
Il participe à plusieurs stages à l'étranger, notamment en Corée du Sud, à Hong Kong, en Nouvelle-Zélande lors d'un match de National Provincial Championship 2023 entre Northland et Canterbury et en Afrique du Sud.

### Début de carrière internationale
En février 2024, Katsuki Furuse est sélectionné comme arbitre assistant pour le Tournoi des Six Nations des moins de 20 ans 2024, aux côtés de son compatriote Takehito Namekawa, désigné arbitre central du match Irlande-Écosse.
Toujours en 2024, il est sélectionné par World Rugby pour officier lors du Trophée mondial des moins de 20 ans 2024. À 21 ans, il figure parmi les huit officiels désignés pour ce tournoi mondial. Cette nomination s'inscrit dans la stratégie de développement des jeunes talents mise en œuvre par World Rugby pour élargir le vivier d'arbitres en vue de la Coupe du monde 2027. En amont de cette compétition, il arbitre également une demi-finale du tournoi scolaire Mungret Cup des moins de 19 ans en Irlande entre la CBS High School Clonmel (en) et la Midleton CBS (en) disputée à Tipperary. Il est accompagné de son compatriote japonais Takehito Namekawa (ja).
Puis, il est désigné arbitre assistant lors de la Coupe des nations du Pacifique 2024. Il officie en tant qu'assistant lors du match Samoa-Tonga à Apia en août 2024, ainsi que lors de la phase finale en septembre 2024 à Tokyo, où il est nommé assistant de Nic Berry.
En novembre 2024, il est désigné par World Rugby comme arbitre central du test match opposant Hong Kong au Brésil à Hong Kong, dans le cadre des test matchs d'automne. Il officie également comme arbitre assistant lors du même match entre les deux équipes le 9 novembre, cette fois sous la direction de l'arbitre australien Reuben Keane (en).
Le 7 mars 2025, Katsuki Furuse est désigné comme arbitre central pour deux rencontres du Tournoi des Six Nations des moins de 20 ans. Il officie d'abord lors du match Écosse-pays de Galles, puis une semaine plus tard à Trévise pour la rencontre Italie-Irlande.
En juin 2025, il arbitre la finale du Championnat du Japon entre les Toshiba Brave Lupus Tokyo et les Kubota Spears Funabashi Tokyo-Bay, disputée au stade national de Kasumigaoka. À la fin du même mois, il officie lors du Championnat du monde junior en Italie. Lors du match Afrique du Sud-Australie disputé à Calvisano, il est contraint d'avoir recours à un téléphone mobile pour consulter l'arbitre vidéo à la 53e minute, en raison d'un dysfonctionnement du système de communication. L'essai est validé après une minute de conversation et l'Afrique du Sud s'impose 73 à 17.

## Distinctions
- Best Whistle Award – Japan Rugby League One en 2023[2]